# Pärlor av glas
Pärlor av glas är ett album från 2006 av Lisa Ekdahl. Det producerades av Lars Winnerbäck som även medverkar på akustisk gitarr samt sång på spåret Vraket.

## Låtlista
All text och musik är skriven av Lisa Ekdahl.
1. Vraket – 3:44
2. Där ser du själv hur högt du når – 3:56
3. Ge det om du kan – 4:07
4. Hjärtat var rispat – 5:25
5. Nästan glad – 6:10
6. Ljudlöst salt – 4:44
7. Ljug för mig älskling – 4:50
8. Kan någon själ begripa – 3:29
9. Uppe bland träden – 5:03
10. Korsförhör mig – 3:53
11. I badet – 5:29

## Medverkande
- Lisa Ekdahl – sång, gitarr
- Mattias Blomdahl – gitarr, piano, hackbräde, cittra, kör
- Magnus "Norpan" Eriksson – trummor, slagverk
- Johan Persson – piano, orgel, gitarr, munspel, dragspel, lapsteel, kör
- Andreas Nordell – bas, kör
- Lars Winnerbäck – gitarr, (sång på spår 1)

## Recensioner
Skivan fick ett gott mottagande när den kom ut med ett snitt på 3,5/5 baserat på tre recensioner.

## Listplaceringar
| Lista (2006) | Topplacering |
| ------------ | ------------ |
| Danmark      | 3            |
| Finland      | 21           |
| Norge        | 24           |
| Sverige      | 1            |